# Charles Crichton
Pour les articles homonymes, voir Crichton.
Charles Crichton est un réalisateur, monteur, scénariste et producteur britannique, né le 6 août 1910 à Wallasey, et mort le 14 septembre 1999 à South Kensington (Royaume-Uni).

## Filmographie

### Comme réalisateur
- 1944 : For Those in Peril
- 1945 : Painted Boats
- 1945 : Au cœur de la nuit (Dead of Night) : sketch La Partie de golf
- 1947 : À cor et à cri (Hue and Cry)
- 1948 : Les Guerriers dans l'ombre (Against the Wind)
- 1948 : Un autre rivage (Another Shore)
- 1949 : Le Train du destin (Train of Events)
- 1950 : Le Démon de la danse (Dance Hall)
- 1951 : De l'or en barres (The Lavender Hill Mob)
- 1952 : Rapt (Hunted)
- 1953 : Tortillard pour Titfield (The Titfield Thunderbolt)
- 1954 : La Loterie de l'amour (The Love Lottery)
- 1954 : The Divided Heart
- 1957 : Flammes dans le ciel (The Man in the Sky)
- 1958 : L'habit fait le moine (Law and Disorder)
- 1958 : Froid dans le dos (Floods of Fear) (+ scénariste)
- 1959 : La Bataille des sexes (The Battle of the Sexes)
- 1960 : The Boy Who Stole a Million (+ scénariste)
- 1962 : Man of the World (en) (série télévisée)
- 1963 : The Human Jungle (en) (série télévisée)
- 1964 : Le Secret du docteur Whitset (The Third Secret) avec Stephen Boyd, Jack Hawkins
- 1964 : Destination danger (Danger Man) (série télévisée)
- 1965 : He Who Rides a Tiger
- 1967 : L'Homme à la valise (Man in a Suitcase) (série télévisée)
- 1968 : Strange Report (série télévisée)
- 1969 : Light Entertainment Killers (TV)
- 1970 : L'Autobus à impériale (Here Come the Double Deckers!) (série télévisée, un épisode : The Go-Karters)[1]
- 1972 : Poigne de fer et séduction (The Protectors) (série télévisée)
- 1972 : Prince noir (The Adventures of Black Beauty) (série télévisée)
- 1975 : Cosmos 1999 (Space: 1999) (série télévisée : épisodes 1-2 ; 1-8 ; 1-11 ; 1-17 ; 1-23)
- 1976 : Into Infinity (en) (TV)
- 1976 : Cosmic Princess (TV)
- 1976 : Alien Attack (TV)
- 1977 : The Unorganized Manager, Part One: Damnation (vidéo)
- 1977 : The Unorganized Manager, Part Four: Revelations (vidéo)
- 1977 : The Unorganized Manager, Part Three: Lamentations (vidéo)
- 1977 : The Unorganized Manager, Part Two: Salvation (vidéo)
- 1977 : Les Professionnels (The Professionals) (série télévisée)
- 1979 : Dick Turpin (série télévisée)[2]
- 1981 : Smuggler (série télévisée)
- 1984 : More Bloody Meetings (en) (vidéo)
- 1988 : Un poisson nommé Wanda (A Fish Called Wanda) (+ scénariste)

### Comme monteur
- 1935 : Bozambo de Zoltan Korda
- 1936 : Les Mondes futurs (Things to Come) de William Cameron Menzies
- 1937 : Elephant Boy de Robert Flaherty et Zoltan Korda
- 1938 : Prison Without Bars (en) de Brian Desmond Hurst
- 1940 : Vingt et un jours ensemble (21 Days) de Basil Dean
- 1940 : Le Voleur de Bagdad (The Thief of Bagdad) de Ludwig Berger, Michael Powell et Tim Whelan
- 1941 : Yellow Caesar d'Alberto Cavalcanti (court métrage)
- 1941 : Old Bill and Son (en) d'Ian Dalrymple
- 1942 : The Big Blockade de Charles Frend
- 1943 : Nine Men (en) de Harry Watt
- 1949 : Whisky à gogo ! (Whisky Galore!) d'Alexander Mackendrick (non crédité)